# Riu Huallaga
El riu Huallaga és un riu del Perú, afluent del riu Marañón, el qual forma part, per tant, de la conca superior del riu Amazones. Té una longitud de 1.138 km.
Té una gran riquesa ictiològica i és navegable amb rais i canoes amb motor.